# 23405 Nisyros
23405 Nisyros (1973 SB1) là một tiểu hành tinh nằm phía ngoài của vành đai chính.